# Gran Premi d'Espanya del 2002
Resultats del Gran Premi d'Espanya de Fórmula 1 de la temporada 2002 disputat al circuit de Montmeló el 28 d'abril del 2002.

## Classificació
| Pos | No | Pilot                 | Equip              | Voltes | Temps/ Retirada     | Pos. de sortida | Punts |
| --- | -- | --------------------- | ------------------ | ------ | ------------------- | --------------- | ----- |
| 1   | 1  | Michael Schumacher    | Ferrari            | 65     | 1h 30' 29. 981      | 1               | 10    |
| 2   | 6  | Juan Pablo Montoya    | Williams - BMW     | 65     | + 35.630 s          | 4               | 6     |
| 3   | 3  | David Coulthard       | McLaren - Mercedes | 65     | + 42.623 s          | 7               | 4     |
| 4   | 7  | Nick Heidfeld         | Sauber - Petronas  | 65     | + 1' 06.697 min.    | 8               | 3     |
| 5   | 8  | Felipe Massa          | Sauber - Petronas  | 65     | + 1' 18.973 min.    | 11              | 2     |
| 6   | 20 | Heinz-Harald Frentzen | Arrows - Cosworth  | 65     | + 1' 20.430 min.    | 10              | 1     |
| 7   | 11 | Jacques Villeneuve    | BAR - Honda        | 64     | + 1 Volta           | 15              |       |
| 8   | 25 | Allan McNish          | Toyota             | 64     | + 1 Volta           | 19              |       |
| 9   | 24 | Mika Salo             | Toyota             | 64     | + 1 Volta           | 17              |       |
| 10  | 14 | Jarno Trulli          | Renault            | 63     | Motor (a 2 v.)      | 9               |       |
| 11  | 5  | Ralf Schumacher       | Williams - BMW     | 63     | Motor (a 2 v.)      | 3               |       |
| 12  | 15 | Jenson Button         | Renault            | 60     | Hidràulics (a 5 v.) | 6               |       |
| Ret | 12 | Olivier Panis         | BAR - Honda        | 43     | Problemes físics    | 13              |       |
| Ret | 16 | Eddie Irvine          | Jaguar - Cosworth  | 41     | Hidràulics          | 22              |       |
| Ret | 21 | Enrique Bernoldi      | Arrows - Cosworth  | 40     | Hidràulics          | 14              |       |
| Ret | 10 | Takuma Sato           | Jordan - Honda     | 10     | Virolla             | 18              |       |
| Ret | 9  | Giancarlo Fisichella  | Jordan - Honda     | 5      | Hidràulics          | 12              |       |
| Ret | 4  | Kimi Räikkönen        | McLaren - Mercedes | 4      | Trencament aleró    | 5               |       |
| Ret | 17 | Pedro de la Rosa      | Jaguar - Cosworth  | 2      | Virolla             | 16              |       |
| NVS | 2  | Rubens Barrichello    | Ferrari            | -      | Caixa canvi         | 2               |       |
| NVS | 23 | Mark Webber           | Minardi - Asiatech | -      | Seguretat           | 20              |       |
| NVS | 24 | Alex Yoong            | Minardi - Asiatech | -      | Seguretat           | 21              |       |

## Altres
- Pole:  Michael Schumacher 1' 16. 364

- Volta ràpida: Michael Schumacher 1' 20. 355 (a la volta 49)